# Crookhall
Crookhall – wieś w Anglii, w hrabstwie Durham. Leży 18 km na północny zachód od miasta Durham i 388 km na północ od Londynu.